# مینا اسدی
مینا اسدی (زادهٔ ۲۲ اسفند ۱۳۲۲ در ساری) شاعر، نویسنده، روزنامه‌نگار، نمایش‌نامه‌نویس و ترانه‌سرای ایرانی مقیم سوئد است.

## زندگی‌نامه
تحصیلات ابتدایی و متوسطه‌اش را در زادگاهش گذراند سپس به تهران رفت و تحصیلاتش را در رشتهٔ روزنامه‌نگاری در دانشکدهٔ علوم ارتباطات پی گرفت.

او نخستین دفتر شعرش را که «ارمغان مینا» نام داشت در زادگاهش به چاپ رسانید. ۱۰ سال بعد در سال ۱۳۵۰ دفتر دوم شعرش زیر نام «چه کسی سنگ می‌اندازد» از سوی انتشارات امیرکبیر به چاپ رسید. مینا اسدی پیش از سال ۱۳۵۷ به سوئد مهاجرت کرد و ۳ دفتر بعدی‌اش را در خارج از ایران و از سوی انتشارات پکا در لندن به چاپ رسانید. او به خاطر کارهای اجتماعی‌اش در سال ۱۹۹۶ برندهٔ جایزهٔ جهانی بنیاد «هلمن‌هامت» شد.

## ترانه‌سرایی
| خواننده       | نام ترانه            | ترانه‌سرا  | آهنگساز            | تنظیم              |
| ------------- | -------------------- | --------- | ------------------ | ------------------ |
| افشین مقدم    | وقتی می‌گی دوست دارم  | مینا اسدی | پرویز مقصدی        | پرویز مقصدی        |
| داریوش        | زندگی یه بازیه       | مینا اسدی | داریوش             | پرویز مقصدی        |
| داریوش        | آهای جوون            | مینا اسدی | محمد شمس           | محمد شمس           |
| ابی           | هلا                  | مینا اسدی | اسفندیار منفردزاده | شهرام آذر          |
| رامش          | تو بارونی، تو آفتابی | مینا اسدی | اسفندیار منفردزاده | اسفندیار منفردزاده |
| فریدون فرخزاد | اقرار                | مینا اسدی | منوچهر چشم‌آذر      | منوچهر چشم‌آذر      |
| هایده         | مثل گذشته‌ها          | مینا اسدی |                    |                    |
| گیتی          | اوج پرواز            | مینا اسدی |                    |                    |
| نوش‌آفرین      | گریز (کوه قهوه‌ای)    | مینا اسدی |                    |                    |
| هوتن داروگر   | صدای گریه میاد       | مینا اسدی | ویلیام خنو         | ویلیام خنو         |